# کلیسای شورجو
کلیسای شورجو (ارمنی: Շրջուի եկեղեցի؛ انگلیسی: Shrju) یک کلیسا متعلق به کلیسای حواری ارمنی واقع در نزدیکی روستای شورجو، جمهوری خودمختار نخجوان جمهوری آذربایجان می‌باشد. ساخت و ساز این ساختمان در سده ۱۳ام میلادی؛ به پایان رسید. این بنا به سبک معماری ارمنی طراحی شده‌است.